# 菲耶维尔-布赖
菲耶维尔-布赖（法語：Fierville-Bray，法語發音：[fjɛʁvil bʁɛ] ⓘ）是法国卡尔瓦多斯省的一个旧市镇，属于卡昂区。该市镇于1972年由原市镇菲耶维尔拉康帕涅（Fierville-la-Campagne）和布赖拉康帕涅（Bray-la-Campagne）合并而成。2017年，菲耶维尔-布赖与临近的4个市镇合并为新市镇瓦朗布赖。

## 地理
菲耶维尔-布赖（49°4'11"N, 0°10'55"W）面积12.66 平方千米，位于法国诺曼底大区卡爾瓦多斯省，该省份为法国西北部沿海省份，北濒大西洋英吉利海峡，东北与滨海塞纳省以海上边界相接，东临厄尔省，南至奧恩省，西与芒什省接壤。
与菲耶维尔-布赖接壤的市镇（或旧市镇、城区）包括：艾朗、比伊、勒比叙鲁夫尔、孔代叙里夫、普西拉康帕涅、圣西尔万、维约菲梅。
菲耶维尔-布赖的时区为UTC+01:00、UTC+02:00（夏令时）。

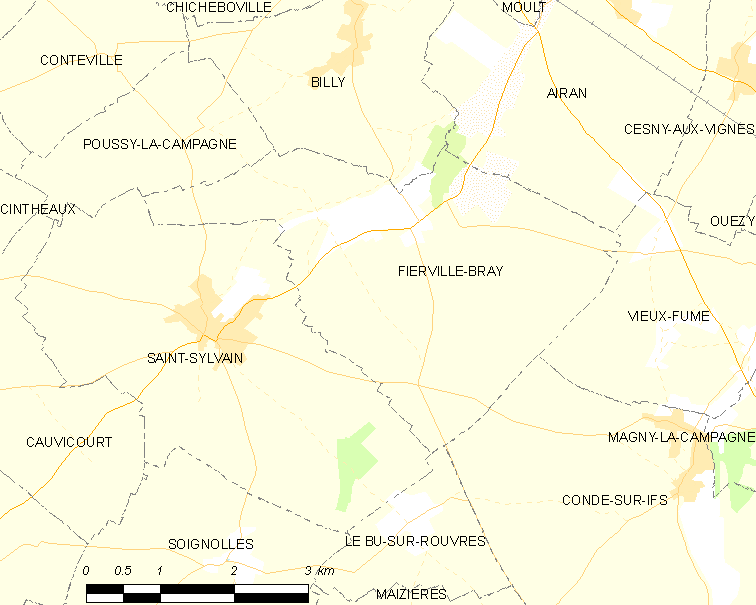
菲耶维尔-布赖的OSM定位图

## 行政
菲耶维尔-布赖的邮政编码为14190，INSEE市镇编码为14268。

## 政治
菲耶维尔-布赖所属的省级选区为特罗阿恩县。

## 人口

1962-2008年间菲耶维尔-布赖人口变化图示

菲耶维尔-布赖于2018年1月1日时的人口数量为483人。